# Isaltino Nascimento
Isaltino José do Nascimento Filho (Recife, 04 de novembro de 1963) é um político brasileiro. Foi vereador na Câmara Municipal do Recife e eleito por quatro mandatos como deputado estadual de Pernambuco, porém, apesar de não ser eleito entre 2014 e 2022, Isaltino ainda assim quando deixou a Secretaria de Desenvolvimento Social para assumir a liderança do Governo na Assembleia Legislativa, ficou com um total de 5 mandatos na casa. Atualmente é Superintendente Geral da Alepe.

## Biografia

### Vida Acadêmica e Profissional
Estudou em escolas públicas e é formado em Ciências Contábeis pela Universidade Católica de Pernambuco (Unicap).
É funcionário público da Previdência Social e um dos fundadores do Sindicato dos Trabalhadores Públicos Federais em Saúde e Previdência Social de Pernambuco (Sindsprev).

### Vida Politica
Em 2000, foi eleito vereador na Câmara Municipal do Recife com 5.242 votos.
Sendo eleito para o seu primeiro mandato como deputado estadual 2 anos depois nas eleições de 2002 com 32.037 votos, tendo como partido o PT. Reeleito em 2006 com 41.115 votos para o seu segundo mandato, em 2010 com 52.955 votos e em 2018 com 35.218 votos.

#### Secretaria de Transportes
Em 2012 foi 'Secretário de Transportes de Pernambuco. Ano em que ficou responsável pelo Programa Federal de Auxílio a Aeroportos (Profaa). Algumas das cidades relacionadas ao programa: Serra Talhada, Garanhuns, Arcoverde e Araripina.